# King Water
Das King Water ist ein Fluss in Cumbria, England.
Das King Water entspringt südwestlich von Bewcastle. Er fließt zunächst in östlicher Richtung, wendet sich dann in einer westsüdwestlichen Richtung, die sich westlich von West Hall in eine südwestliche Richtung wandelt. Er mündet südlich von Walton in den River Irthing.